# کاریز (جماعت)
کاریز  جماعت و شهرکی در جنوب غربی کشور تاجیکستان است که در ناحیهٔ دنغره ولایت ختلان قرار دارد. جمعیت این جماعت ۹۱۶۳ است.